# Ophioglossum raciborskii
Ophioglossum raciborskii là một loài dương xỉ trong họ Ophioglossaceae. Loài này được Alderw. mô tả khoa học đầu tiên năm 1918.
Danh pháp khoa học của loài này chưa được làm sáng tỏ. 